# San José de Cervantes
San José de Cervantes är en ort i Mexiko.   Den ligger i kommunen Guadalcázar och delstaten San Luis Potosí, i den centrala delen av landet, 400 km norr om huvudstaden Mexico City. San José de Cervantes ligger 1 661 meter över havet och antalet invånare är 163.
Terrängen runt San José de Cervantes är huvudsakligen kuperad, men västerut är den platt. Runt San José de Cervantes är det mycket glesbefolkat, med 7 invånare per kvadratkilometer. San José de Cervantes är det största samhället i trakten. I omgivningarna runt San José de Cervantes växer huvudsakligen savannskog.